# Tardis

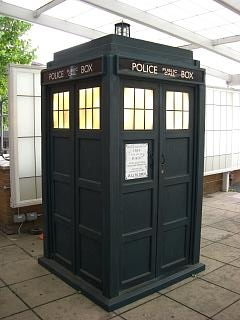
Tardis som den såg ut mellan 2005–2010. Här fotograferad på BBC TV Centre 2009.

Tardis (Förkortning av Time And Relative Dimension In Space) är en fiktiv tids- och rymdmaskin från TV-serien Doctor Who.
Enligt TV-serien är Tardis ett välanvänt transportmedel på doktorns hemplanet Gallifrey, men i serien medverkar nästan uteslutande doktorns egen Tardis. Just denna har en felande "kameleontkrets", som gör att den alltid ser ut som en poliskiosk från 60-talet, efter en resa till London år 1963. Kameleontkretsen har till uppgift att kamouflera Tardisen så att den smälter in beroende på var den landar och i vilken tidsålder.
En av de mest framträdande egenskaperna är att en Tardis är större på insidan än på utsidan (därav "dimension" i namnet), och även om doktorns Tardis alltid har sett likadan ut på utsidan, så har insidan förändrats ett antal gånger sedan serien startade år 1963. Noterbart är också att en Tardis inte byggs, utan istället odlas som något levande.
Namnet Tardis nämns för första gången i avsnittet "An Unearthly Child", det första avsnittet någonsin av Doctor Who. Där säger sig Susan Foreman, doktorns första följeslagare, ha kommit på namnet och förkortningen, men detta motsäger senare användande av namnet.